# Rio Bistra Roșie
O Rio Bistra Roşie é um rio da Romênia afluente do Bistra Mărului, localizado no distrito de Caraş-Severin.